# Жидів (потік)
Жидів (пол. Żydów) — лісовий потік в Україні, у Калуському районі Івано-Франківської області у Галичині. Лівий доплив Болохівки, (басейн Дністра).

## Опис
Довжина потоку 6 км, найкоротша відстань між витоком і гирлом — 4,45  км, коефіцієнт звивистості потоку — 1,35 . Формується багатьма безіменними струмками.

## Розташування
Бере початок на східних схилах безіменної гори (379,6 м) у листяному лісі. Тече переважно на південний схід через урочище Крушина і на північно-східній околиці села Болохів впадає у річку Болохівку, ліву притоку Сівки.

## Цікавий факт
- У XIX столітті у пригирловій частині потоку існував 1 водяний млин[2].